# Clima temperato umido
Il clima temperato umido, nella classificazione dei climi di Köppen rappresenta un tipo climatico temperato senza stagione secca e caratterizzato da precipitazioni comprese tra 700 mm e 1500 mm. Viene simboleggiato da Cf.

## Clima temperato umido con estate calda (Cfa)

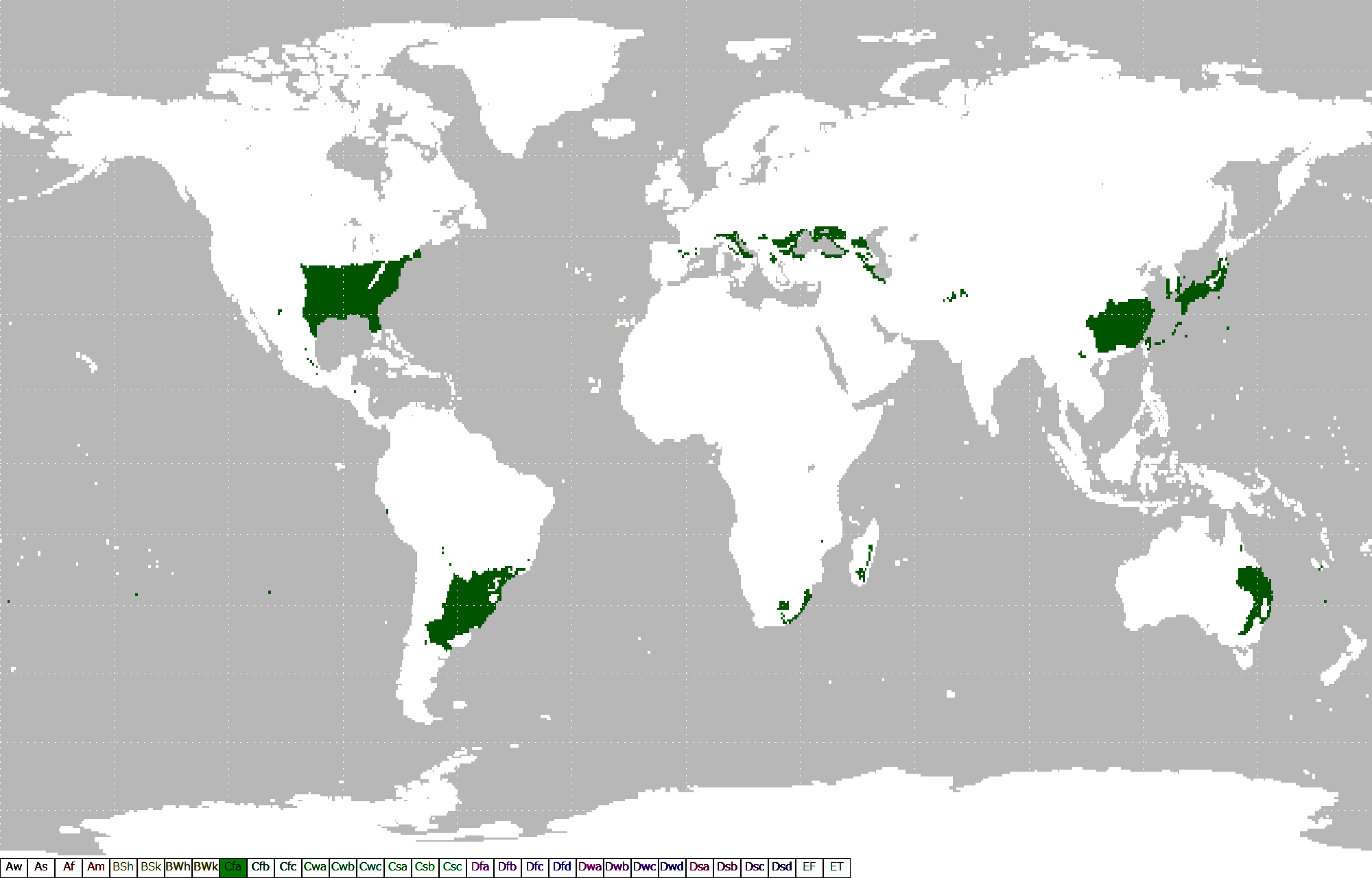
Zone della Terra caratterizzate dal clima temperato umido con estate calda

Questo sottotipo rappresenta le zone dove la temperatura media del mese più caldo supera i 22 °C. Si tratta quindi del sottotipo più continentale. Le zone più tipiche sono gli Stati Uniti sudorientali, la Cina sudorientale, il Giappone meridionale, una fascia che comprende Il Brasile meridionale e l'Argentina settentrionale, più alcune zone sparse in Eurasia (soprattutto in Pianura Padana e nelle regioni Danubiane e Balcaniche), in Africa meridionale ed in Australia orientale.

## Clima temperato umido con estate tiepida (Cfb)

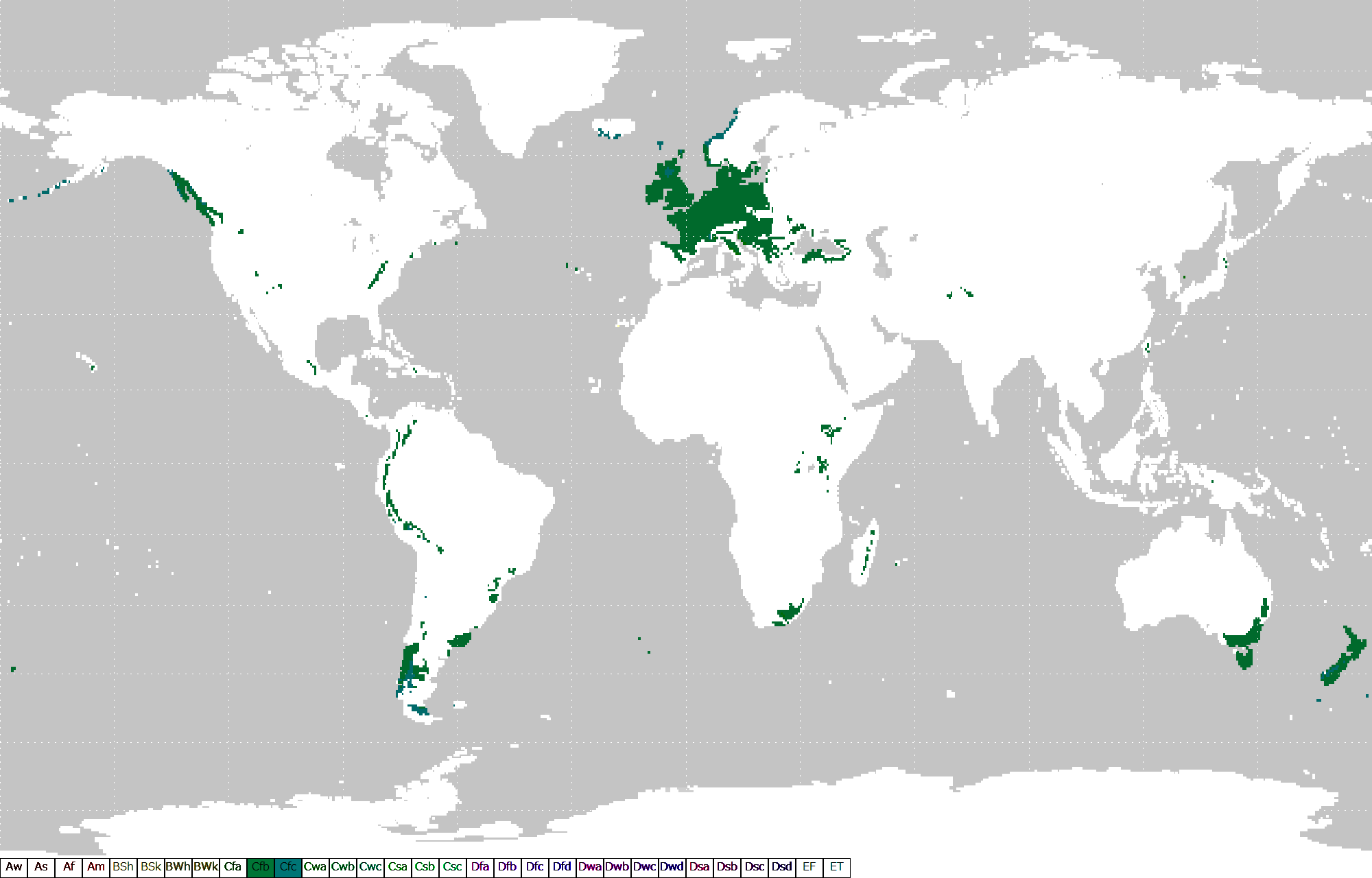
Zone della Terra caratterizzate dal clima temperato umido con estate tiepida o fresca

Questo sottoinsieme comprende le zone dove l'estate ha una temperatura media inferiore a 22 °C; Cfc si usa quando ci sono meno di 4 mesi con temperatura media superiore a 10 °C e rappresenta quindi un clima estremo,  estate fresca. Questo sottotipo è tipico di zone marittime fresche come l'Europa centrale ed atlantica (dove a nord si passa a Cfc), l'Australia sudorientale (Tasmania compresa), la Nuova Zelanda e il Cile meridionale.

## Clima subtropicale umido
Sebbene Köppen non abbia considerato l'esistenza di una categoria subtropicale, esso esiste nella classificazione di Trewartha. Nella letteratura scientifica anglosassone si può trovare unito il clima temperato umido di Köppen con estate calda (Cfa) col clima sinico con estate calda (Cwa) creando una categoria ad hoc basata perlopiù sulle temperature estive (mappa).